# Колесник Павло Антонович
Павло́ Анто́нович Коле́сник (1915 — 1 січня 1944) — радянський військовик часів Другої світової війни, гвардії молодший лейтенант. Герой Радянського Союзу (1944).

## Життєпис
Народився в селі Співаківка, нині Ізюмського району Харківської області. Закінчив 4 класи школи.
У 1938—1941 роках проходив дійсну строкову військову службу. Закінчив полкову школу.
Вдруге призваний до лав РСЧА Ізюмським РВК у 1941 році. На фронті Німецько-радянської війни з 20 травня 1942 року. Воював на Південно-Західному та 3-му Українському фронтах. Командував відділенням, взводом забезпечення у 855-му стрілецькому полку. 1 лютого 1943 року був поранений. 25 травня 1943 року присвоєне військове звання «молодший лейтенант», 29 жовтня 1943 року — «лейтенант».
Особливо командир 2-ї стрілецької роти 185-го гвардійського стрілецького полку 60-ї гвардійської стрілецької дивізії гвардії молодший лейтенант П. А. Колесник відзначився під час битви за Дніпро: в ніч з 25 на 26 листопада 1943 року на чолі своєї роти форсував річку Дніпро і з ходу вступив у бій за захоплення плацдарму на правому її березі. Під час захоплення кургану +5.0 повів бійців в атаку й відкинув супротивника, взявши у полон двох солдатів ворога. Успішно відбивав контратаки супротивника за захоплений плацдарм.
Загинув у бою 1 січня 1944 року. Похований у селі Катьощине Нікопольського району Дніпропетровської області.

## Нагороди
Указом Президії Верховної Ради СРСР від 22 лютого 1944 року «за зразкове виконання бойових завдань командування на фронті боротьби з німецькими загарбниками та виявлені при цьому відвагу і героїзм» гвардії молодшому лейтенантові Колеснику Павлу Антоновичу присвоєне звання Героя Радянського Союзу.
Також нагороджений медаллю «За відвагу».